# St. Maximilian Kolbe (Berlin)

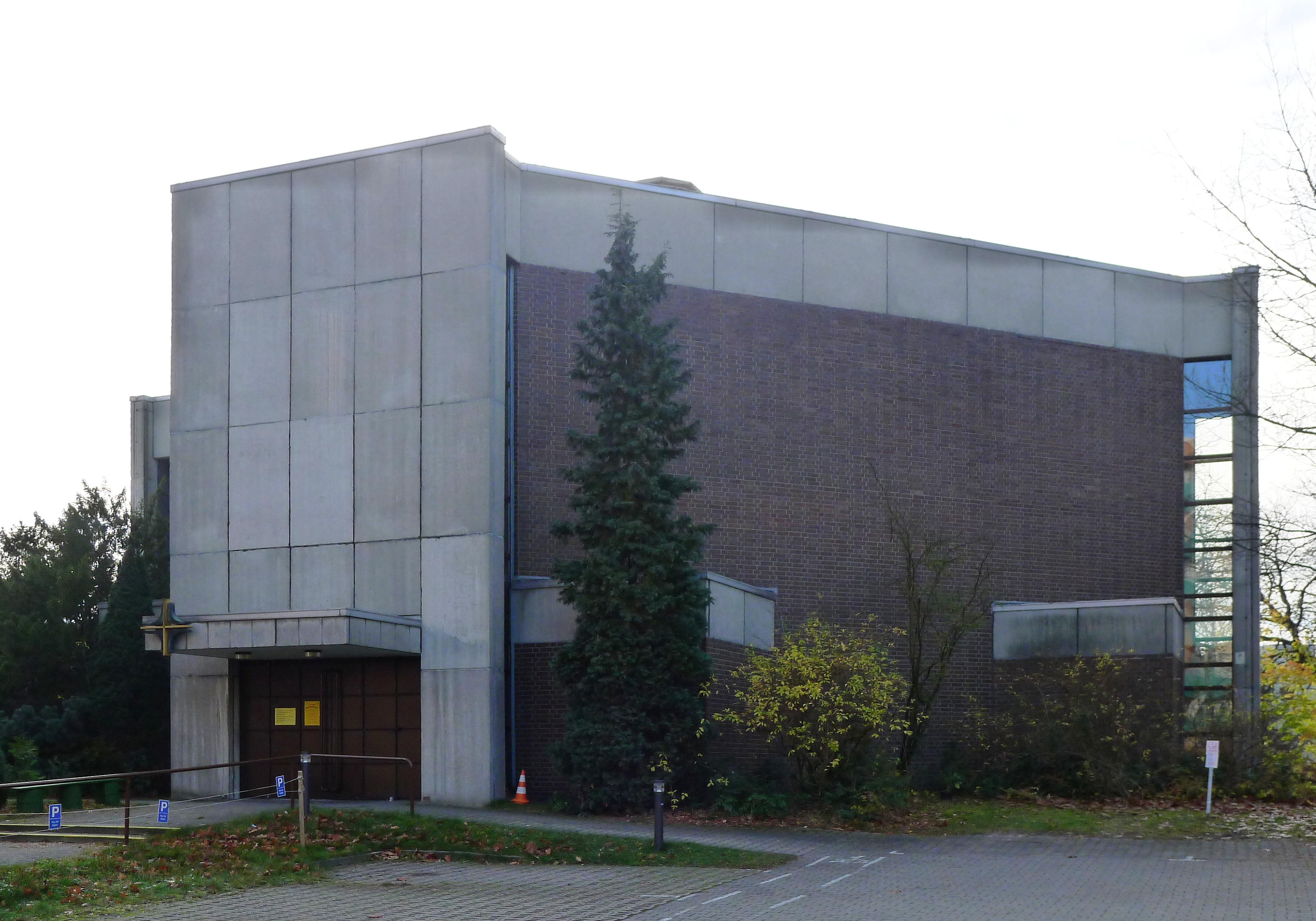
St. Maximilian Kolbe

Die römisch-katholische Kirche St. Maximilian Kolbe steht auf dem Grundstück Maulbeerallee 15 im Berliner Ortsteil Staaken des Bezirks Spandau. Sie entstand nach einem Entwurf des Berliner Architekten Franz-Heinrich Sobotka unter Mitarbeit seines Büropartners Hans-Jürgen Juschkus in den Jahren 1974–1976 und gehört nunmehr zur Pfarrei St. Johannes der Täufer – Spandau-Südwest im Erzbistum Berlin.

## Geschichte
In der Rudolf-Wissell-Siedlung, einer Großwohnsiedlung im Neubaugebiet Heerstraße Nord, fanden erstmals im Dezember 1966 katholische Gottesdienste statt, anfangs im evangelischen Gemeindehaus Hermann-Francke-Heim (Cosmarweg 17/19) und ab Juni 1971 in einem angemieteten Laden im Loschwitzer Weg 15. Am 15. September 1973 wurde Kaplan Georg Walf als Seelsorger für den Seelsorgebezirk Heerstraße Nord ernannt, am 1. März 1975 wurde eine selbstständige Pfarrei errichtet und am 5. Juni 1975 Georg Walf als Pfarrer eingeführt. Als Pfarrpatron wählte man den polnischen Minoriten Pater Maximilian Kolbe, ein in Auschwitz ermordetes NS-Opfer.
Die Bauarbeiten für Kirche und Gemeindezentrum begannen im Juni 1974 auf dem Gelände Maulbeerallee/Räckwitzer Steig. Am 17. November 1974 legte Dompropst Wolfgang Haendly den  Grundstein, und am 18. Oktober 1975 feierte Generalvikar Wilhelm Albs im neuen Pfarrsaal die erste heilige Messe. Die neue Kirche wurde am 18. September 1976 durch den Posener Weihbischof Marian Przykucki geweiht, Hauptzelebrant bei der ersten Messfeier war Weihbischof Jan Michalski aus Gnesen. Am 27. Dezember 1979 wurde in der Kirche eine Bronzeplastik des Pfarrpatrons P. Maximilian Kolbe aufgestellt, die von Anneliese Schmidt geschaffen wurde.
Die Gemeinde St. Maximilian Kolbe bildete seit 2004 nach Fusion mit der Nachbargemeinde St. Wilhelm die Pfarrei St. Wilhelm und St. Maximilian Kolbe, wobei die Gottesdienste regelmäßig in beiden Kirchen stattfinden. Am 1. Januar 2023 fusionierte die Pfarrei mit St. Markus und Mariä Himmelfahrt zur Pfarrei St. Johannes der Täufer – Spandau-Südwest.

## Baubeschreibung

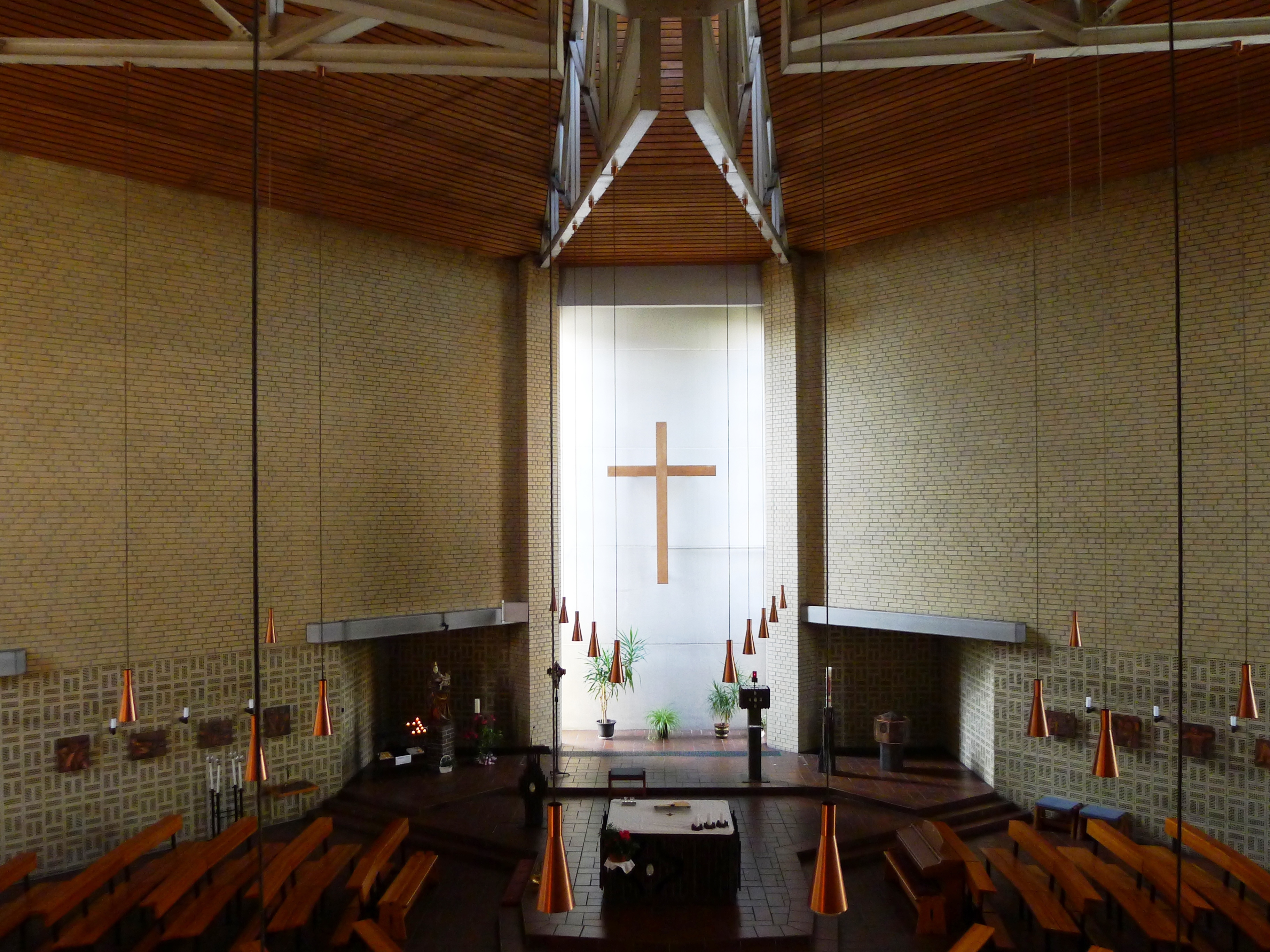
Altarraum mit Taufkapelle (rechts) und Mutter-Gottes-Kapelle (links)

Der Gebäudekomplex besteht aus dem Zentralbau der turmlosen Kirche, die über einen flachen Gebäudetrakt mit der H-förmigen Anlage aus Gemeindezentrum und Pfarrhaus verbunden ist. Die Kirche ist ein Stahlbeton-Skelettbau. Der Grundriss des Baukörpers ist annähernd ein Quadrat, dessen Ecken abgeschnitten sind, so dass sich ein Achteck mit vier langen und vier kurzen Seiten ergibt. Vor den offenen kurzen Seiten stehen Wände aus Platten in Sichtbeton, um schmale, senkrechte Fenster nach außen versetzt. Daneben liegen niedrige dreieckige Anbauten, im Innenraum als Nischen ausgebildet. Die äußere Wandverkleidung über den langen Seiten besteht aus rotbraunen Ziegeln. Auf dem flachen Zeltdach sitzt eine Laterne, zu der von der Altarwand keilförmig eine Dachgaube ansteigt, die dem Innenraum zusätzliches Tageslicht bringt. Die Attika, die das Zeltdach verdeckt, ist aus Platten in Sichtbeton ausgeführt. Die Stahlkonstruktion des Dachstuhls, über dem sich die hölzerne Decke befindet, ist offen. Acht Streben führen von den offenen Ecken bis unterhalb der Laterne in der Mitte. Die Innenwände sind im unteren Bereich zur Verbesserung der Raumakustik mit Lochklinkern verkleidet, darüber sind sie mit Holz verschalt.
Zur Orgelempore über dem Eingangsbereich führt eine Wendeltreppe aus einer der Nischen hinauf. Die Estrade reicht fast bis zur Raummitte, die Bänke des Kirchengestühls sind halbkreisförmig um den darauf stehenden Altar angeordnet.

## Orgel

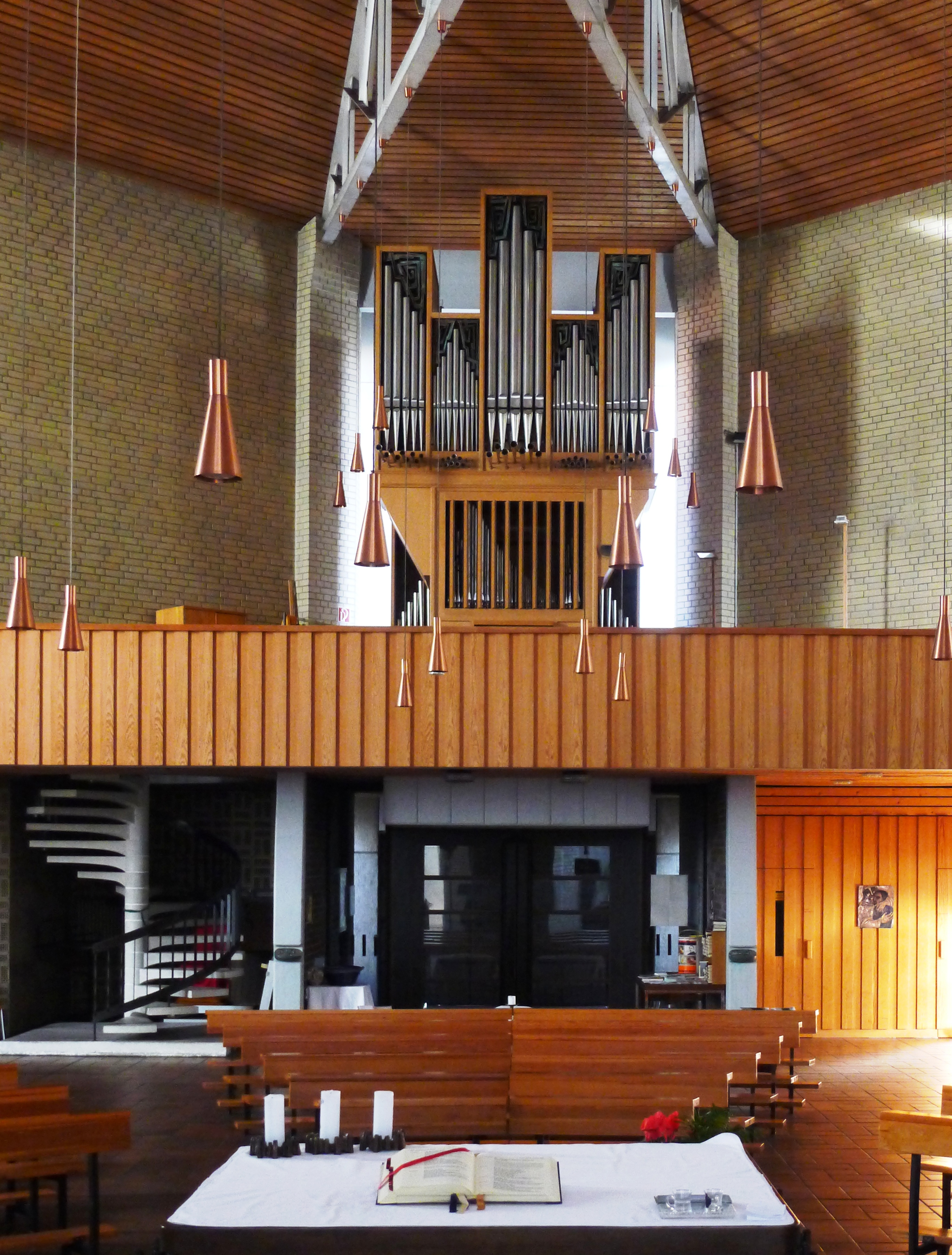
Die Orgel

Die Orgel wurde im Juni 1980 durch die Orgelbaufirma Albiez aus Lindau (Bodensee) in der Kirche aufgestellt und am 13. Juli 1980 durch Bischof Joachim Meisner und den indischen Bischof Jacob Thoomkuzhy geweiht. Sie war vorher beim 86. Deutschen Katholikentag erklungen, der vom 4. bis 8. Juni 1980 in Berlin stattfand. Sie hat 25 Register, die auf drei Manualen und Pedal spielbar sind. Das Manual I dient als Koppelmanual.
| Hauptwerk, Manual II C–g3 |        |  |
| Bourdon                   | 16′    |  |
| Principal                 | 08′    |  |
| Rohrflöte                 | 08′    |  |
| Oktav                     | 04′    |  |
| Traversflöte              | 04′    |  |
| Superoktav                | 02′    |  |
| Mixtur IV                 | 01 ⁄3′ |  |
| Trompete                  | 08′    |  |
| Clairon                   | 04′    |  |
| Tremulant                 |        |  |

| Brustwerk, Manual III C–g3 |         |  |
| Harfenprincipal            | 08′     |  |
| Gedeckt                    | 08′     |  |
| Koppelflöte                | 04′     |  |
| Flöte                      | 02′     |  |
| Scharff III–IV             | 02⁄3′   |  |
| Quinte                     | 02 ⁄3′  |  |
| Terz                       | 01 3⁄5′ |  |
| Quinte                     | 01 ⁄3′  |  |
| Rohrbordun                 | 16′     |  |
| Trichterschalmei           | 08′     |  |
| Tremulant                  |         |  |

| Pedal C–f1  |        |  |
| Subbass     | 16′    |  |
| Oktavbass   | 08′    |  |
| Gedecktbass | 08′    |  |
| Choralbass  | 04′    |  |
| Fagott      | 16′    |  |
| Mixtur IV   | 02 ⁄3′ |  |

- Koppeln: II/P, III/P.

## Pfarrer
- 5. Juni 1975 – 13. Januar 1985: Georg Walf
- 20. Januar 1985 – 18. August 2013: Matthias Bastini
- Januar 2014 – 31. März 2022: Bernhard Gewers (Pfarradministrator)
- seit 1. April 2022: David Hassenforder (Pfarradministrator), seit 1. Januar 2023 als leitender Pfarrer